# 風吹稻浪
《風吹麥動》（英語：The Wind That Shakes the Barley）是一部堅·盧治導演的2006年英國電影，由堅·盧治的長期合作伙伴——保羅·拉維提編劇、莉碧加·奧拜恩監製、Sixteen Films製作。影片背景是愛爾蘭獨立戰爭（1919年－1921年）、愛爾蘭內戰（1922年－1923年）期間，講述一對愛爾蘭南部科克郡的年輕兄弟戴文（Damien）與泰迪（Teddy），參與愛爾蘭共和軍爭取愛爾蘭獨立，以及後來兄弟因對《英愛條約》的不同見解，引發兄弟鬩牆的悲劇。電影名稱取自19世紀愛爾蘭詩人Robert Dwyer Joyce的同名民謠（風吹麥浪）。
本片入圍2006年第59屆康城影展，導演憑本片首次獲得最高榮譽的金棕櫚獎。本片是堅·盧治仡今最賣座的電影，同時也是歷來最高收益的愛爾蘭獨立電影。

## 劇情
1920年開始，當時正值愛爾蘭獨立戰爭爆發，年輕醫科生戴文（Damien O'Donovan）準備離開愛爾蘭南部家鄉到倫敦醫院工作，其兄泰迪則參與了愛爾蘭共和軍的游擊隊。戴文起行前在Peggy 家共聚，英國皇家愛爾蘭警隊的非正規武裝部隊黑棕部隊前來搜查，他目睹了Peggy 的孫兒Micheál Ó Súilleabháin 因與非正規軍隊黑棕部隊發生齟齬及沒有以英語說出名字而被部隊打死；以及準備乘火車時，目睹車長與站長因奉行工會政策不准英軍及軍備登車而被毆打和侮辱。此時戴文改變初衷，決定留下參加游擊隊和泰迪一起作戰。
泰迪與隊友一行11人為了報復，突襲皇家愛爾蘭警隊武器庫並取得軍火，並殺死了四名警隊預備隊隊員。其後，農莊主人John Hamilton 爵士威逼一名工人兼共和軍成員Chris Reilly 向英軍情報機構透露他們的行蹤，他們全部被捕。在拘留所裡，英軍使用酷刑（剝指甲）拷問泰迪有關武器及共和軍下落，泰迪不肯就範，全隊人面臨被處決。戴文在牢房裡重遇了那名火車司機丹（Dan），他是工會組織者很早的時候就參與了1913年都柏林大罢工，是當年領袖詹姆斯·康諾利的追隨者，兩人都交流了共同理念——馬克思主義、社會主義。最後，一名牢房士兵協助他們逃獄，然而有三人未能逃走而被處決。泰迪獄中受刑訊逼供因傷在Peggy 的農場休養，戴文暫時領導小隊。Peggy 的孫女Sinead 得知John 和Chris 洩漏消息，抓了他們作為人質報復。雖然戴文與Chris 自幼認識，戴文在感到困難的情況下親自處決他們。
泰迪逐漸康復，一天戴文與泰迪來到市會堂，見到共和軍的法庭運作。當時一名商人被法庭控告向婦人放高利貸，泰迪卻把商人放走，泰迪指沒有商人的財政支持難以獲得軍火保住勝果，戴文與丹則持相反意見指他們如果不能維持公義就難以取信於民，就跟英國管治無異——最多只是國旗顏色的不同。
戴文與戰友一起在路邊突襲皇家愛爾蘭警隊，雙方發生槍戰，警隊被殲而共和軍亦有傷亡。戴文等人回到Peggy 的農場，黑棕部隊到來大肆破壞，侮辱農社內的婦人並焚燒房舍，戴文一行這時沒有子彈只能躲在一旁無法協助。戴文之後走去安慰Sinead，這時共和軍傳來停火的消息。《英愛條約》的簽訂將取代英國管治，並成立愛爾蘭自由邦成為英國轄下的自治領，惟北部的六個郡成為北愛爾蘭仍被英國管治。共和軍內部對《英愛條約》意見紛紜，泰迪等主和派認為條約能即時帶來和平，並希望稍後繼續爭取全面愛爾蘭獨立，戴文與丹則認為要繼續戰爭直到愛爾蘭完全獨立。
泰迪成為新成立的愛爾蘭自由邦的軍隊，而戴文與反對條約的盟友則加入反條約的愛爾蘭共和軍。愛爾蘭內戰爆發，戴文與丹的小隊以游擊戰對付新成立的愛爾蘭軍，雙方暴力衝突仍頻，泰迪則憂慮愛爾蘭問題不能自己解決會促使英國重新介入愛爾蘭事務。
後來，一次戴文參與突襲愛爾蘭軍的武器庫行動失敗，丹戰死，戴文被擒。戴文被關押的牢房正是之前越獄的地方，泰迪不想處決弟弟，遊說戴文供出共和軍及武器庫下落以換取特赦。戴文拒絕，並寫信給Sinead 交待遺言。戴文被押往牢房空地，並由泰迪下令行刑隊槍決。最後，泰迪把信帶給Sinead，她非常悲傷並憤怒地打罵泰迪。

## 評價
本片獲得影評的普遍正面評價。截至2010年7月，影評網站爛番茄裡的108個評論，其中88%給予正面評價。每日電訊報的首席影評人Sukhdev Sandhu 形容電影勇敢、引人入勝，同時導演表現出高尚和非常英國傳統的異見者，處理歷史毫不說教，相信觀眾多少可就銀幕所見和當代的軍事佔領歷史之間互相參照。
本片處理愛爾蘭獨立歷史涉及爭議，引起英國內部的強烈不同意見，然而一些反對意見的論者並未有看過電影。愛爾蘭歷史學者Ruth Edwards 在每日郵報撰文以「為何這麼憎恨自己的國家」為題，抨擊導演堅·盧治把英國人描寫成虐待成性，愛爾蘭獨立分子是浪漫、理想主義的戰士，他們採取暴力只因自己堅定信念，並批評導演自60年代從影以來採取的偏激取態。
英國記者及作家Stuart Jeffries 謂自己不會看《風吹麥動》，並指他的電影猶如希特勒的自傳《我的奮鬥》。
Tim Luckhurst 指以愛爾蘭獨立歷史惡意地反對英國，並以為納粹德國拍攝政治宣傳電影的女導演萊尼·里芬斯塔爾相提並論。

## 獎項
電影獲得2006年第59屆康城影展金棕櫚獎，是導演首次獲得這項最高榮譽，影展評審團主席王家衛表示全體成員一致同意頒獎給本片。評審之一的英國演員海倫娜·博納姆·卡特表示，「這是一部極好的愛爾蘭問題教育片，展示了很厚重的人文關懷精神。我們的反響難以言喻，但都被電影深深地打動了。」5月28日，堅·盧治頒獎儀式上表示，這部電影雖然是愛爾蘭共和軍的故事，但也是對美國入侵伊拉克的一種批評。導演在頒獎禮後說：「我們對歷史說實話，就是對現在說實話。我們的電影在正視英國帝國主義歷史上邁出了一小步，很小的一步。」

### 引用
1. ↑  Box Office Mojo上《風吹稻浪》的資料（英文）
2. . web.archive.org. 2009-12-15  [2025-03-28].
3. ↑  . Festival de Cannes.   [2010-07-16]. （原始内容存档于2011-08-22）.
4. ↑  . RTE. 2006-08-06  [2010-07-20]. （原始内容存档于2009-12-20）.
5. ↑  爛番茄上《風吹稻浪》的資料（英文）
6. ↑  Sandhu, Sukhdev. . Daily Telegraph. 2006-06-23  [2010-07-20]. （原始内容存档于2019-06-23）.
7. ↑  Edwards, Ruth Dudley. . Daily Mail. 2006-05-30  [2010-07-20]. （原始内容存档于2021-04-17）.
8. ↑  . The Guardian.   [2010-07-20]. （原始内容存档于2011-08-30）.
9. ↑  Luckhurst, Tim. . UK. 2006-05-31.[]
10. 1 2  . BBC. 2006-05-29  [2010-07-22]. （原始内容存档于2006-12-23）.

## 外部連結
- 電影製作公司的官方資料 （页面存档备份，存于）
- 互联网电影数据库（IMDb）上《風吹稻浪》的资料（英文）
- 爛番茄上《風吹稻浪》的資料（英文）
- 豆瓣电影上《風吹稻浪》的資料 （简体中文）
- Metacritic上《風吹稻浪》的資料（英文）
- AllMovie上《風吹稻浪》的资料（英文）